# Morris Halle
Pour les articles homonymes, voir Halle.
Morris Halle, né Moriss Pinkovics à Liepāja (Lettonie) le 23 juillet 1923 et mort le 2 avril 2018 à Cambridge (Massachusetts), est un linguiste d'origine juive lettone, émigré aux États-Unis.
Il fut professeur émérite de linguistique au Massachusetts Institute of Technology. Il est connu pour ses travaux pionniers dans le domaine de la phonologie générative, notamment dans On Accent and Juncture in English (1956) avec Noam Chomsky et Fred Lukoff (en), et dans The Sound Pattern of English (1968) avec Noam Chomsky.
Membre de la Linguistic Society of America (en), Morris Halle parle couramment l'allemand, le yiddish, le letton, le russe, l'hébreu et l'anglais. Retraité, il a poursuivi des travaux de recherche en phonologie.

## Biographie

### Enfance et études universitaires
Morris Halle naît à Liepāja (Lettonie) en 1923, et déménage avec sa famille à Riga en 1929, pour ensuite migrer vers les États-Unis en 1940 à la suite de l'instabilité engendrée par l'invasion de la Pologne. Plusieurs proches de Halle seront victimes de l'holocauste.
De 1941 à 1943, il étudie les sciences de l'ingénieur au City College of New York. Il entre dans l'armée américaine en 1943 et sert en France durant la Seconde Guerre mondiale. Démobilisé en 1946, il reprend des études à l'université de Chicago, dans laquelle il obtient son master's degree de linguistique. En 1948. Il entre alors à l'université Columbia sous la direction de Roman Jakobson. En 1955, il présente à l'université Harvard une thèse intitulée The Russian Consonants: A Phonemic and Acoustical Study et y obtient un Ph.D..

### Activité de recherche
Nommé professeur au Massachusetts Institute of Technology (MIT) en 1951, Morris Halle y donne d'abord des cours de langues, et participe, grâce à sa formation d'ingénieur, aux recherches du Laboratoire de recherche en électronique (en) du MIT. Il se spécialise dans le traitement automatique de la parole et la phonétique acoustique, sur laquelle porte sa thèse de doctorat à Harvard. Avec Roman Jakobson, il se consacre à une tentative de relier des représentations phonologiques aux faits acoustiques. À partir de ces travaux, il se tourne vers la phonologie.
Morris Halle constate très vite que le lien entre les représentations phonologiques et les signaux physiques est beaucoup moins direct que ce qui était posé dans les représentations phonémiques structuralistes. En 1959, Halle publie The Sound Pattern of Russian, dans lequel divers aspects de ce problème sont abordés. La lecture de cet ouvrage pourrait sembler étrange à un lecteur contemporain, car il y traite à la fois de problèmes de linguistique générale, de description de faits acoustiques et des données phonologiques d'une langue spécifique, domaines aujourd'hui considérés comme distincts. Halle avait cependant cru, à l'époque, pouvoir lier différents niveaux de description en combinant des représentations morphophonologiques avec des réalités acoustiques mesurables.
Le travail de Morris Halle a par la suite principalement porté sur la phonologie générative, dans laquelle il a joué un rôle important. Son argument principal aura été de dire que la phonologie, loin de l'étude de la simple compréhension et production des sons, a pour but d'étudier comment le langage relie, dans le cerveau, les sons produits et les sons entendus. Il défend une phonologie introspective et non nécessairement contrainte par un ensemble complexe de lois immuables. Il se reconnaît dans la théorie mentaliste (en) de Noam Chomsky, ce qui sera la raison de leur collaboration en 1968 pour la rédaction du Sound Pattern of English (en), ouvrage ambitieux qui fera date dans l'histoire de la phonologie.
Retraité à partir de 1996, il a été professeur émérite.

## Principales publications
- (en) Jakobson Roman, Halle Morris (1956). Fundamentals of language. Berlin : Walter de Gruyter, 2002 (2e édition réimprimée et révisée)  (ISBN 9783110172836) [lire en ligne]
- (en) Halle Morris (1959). The sound pattern of Russian: a linguistic and acoustical investigation. Berlin : Walter de Gruyter, 1971 (2e édition réimprimée)  (ISBN 9789027915610) [lire en ligne]
- (en) Jakobson Roman, Fant Gunnar, Halle Morris (1961). Preliminaries to speech analysis: the distinctive features and their correlates. Boston : MIT Press, 1969 (8e édition réimprimée et révisée).
- (en) Halle Morris (1962). Phonology in Generative Grammar. Chicago : Word. [PDF]
- (en) Chomsky Noam, Halle Morris (1968). The Sound Pattern of English. Boston : MIT Press, 1991 (édition réimprimée et révisée). 488 pages.  (ISBN 9780262530972)
- (en) Halle Morris, Keyser Samuel Jay (1971). English Stress: Its Forms, Its Growth, and Its Role in Verse. New York : Harper and Row.
- (en) Chomsky Noam, Halle Morris (1973). Principes de phonologie générative (trad. de l'anglais par Encrevé, Pierre). Paris : Seuil.  (ISBN 9782020027816)
- (en) Vergnaud Jean-Roger, Halle Morris (1987). An Essay on Stress. Boston : MIT Press.  (ISBN 978-0-262-08168-9)
- (en) Halle Morris (2002). From memory to speech and back: papers on phonetics and phonology, 1954-2002. Berlin : Walter de Gruyter, 2002.  (ISBN 9783110171433) [lire en ligne]
- (en) Fabb Nigel, Halle Morris (2008). Meter in Poetry. Cambridge : Cambridge University Press.